# Endromopoda appendiculata
Endromopoda appendiculata là một loài tò vò trong họ Ichneumonidae.